# Le Bô
Le Bô (Ausspracheⓘ) ist eine französische Gemeinde mit 126 Einwohnern (Stand 1. Januar 2022) im Département Calvados in der Region Normandie. Sie gehört zum Arrondissement Caen und zum Kanton Le Hom.

## Geografische Lage
Le Bô liegt an der Orne, etwa 40 Kilometer von Caen, 24 Kilometer von Falaise und 15 Kilometer von Thury-Harcourt entfernt. Die Gemeinde umfasst zehn Weiler.

## Geschichte
1167 stifteten die Herren von La Pommeraye einige Kirchen, darunter die von Le Bô. Dies hatte gleichzeitig zur Folge, dass der Ort anschließend deren Herrschaft unterstand. Bis 1930 hieß die Gemeinde Saint-Pierre-du-Bô.

### Einwohnerentwicklung
| Jahr                              | 1793 | 1836 | 1876 | 1926 | 1946 | 1968 | 1990 | 2019 |
| Einwohner                         | 420  | 384  | 275  | 160  | 141  | 99   | 92   | 124  |
| Quellen: Cassini, EHESS und INSEE |      |      |      |      |      |      |      |      |

## Sport
Im Jahr 2025 führte die Tour de France auf der 6. Etappe durch die Gemeinde Le Bô. Auf der D133A wurde mit der Côte de la Rançonnière (216 m) eine Bergwertung der 3. Kategorie abgenommen. Insgesamt wies der Anstieg auf einer Länge von 2,2 Kilometern eine durchschnittliche Steigung von 7,9 % auf. Die Bergwertung sicherte sich der Belgier Tim Wellens.

## Sehenswürdigkeiten

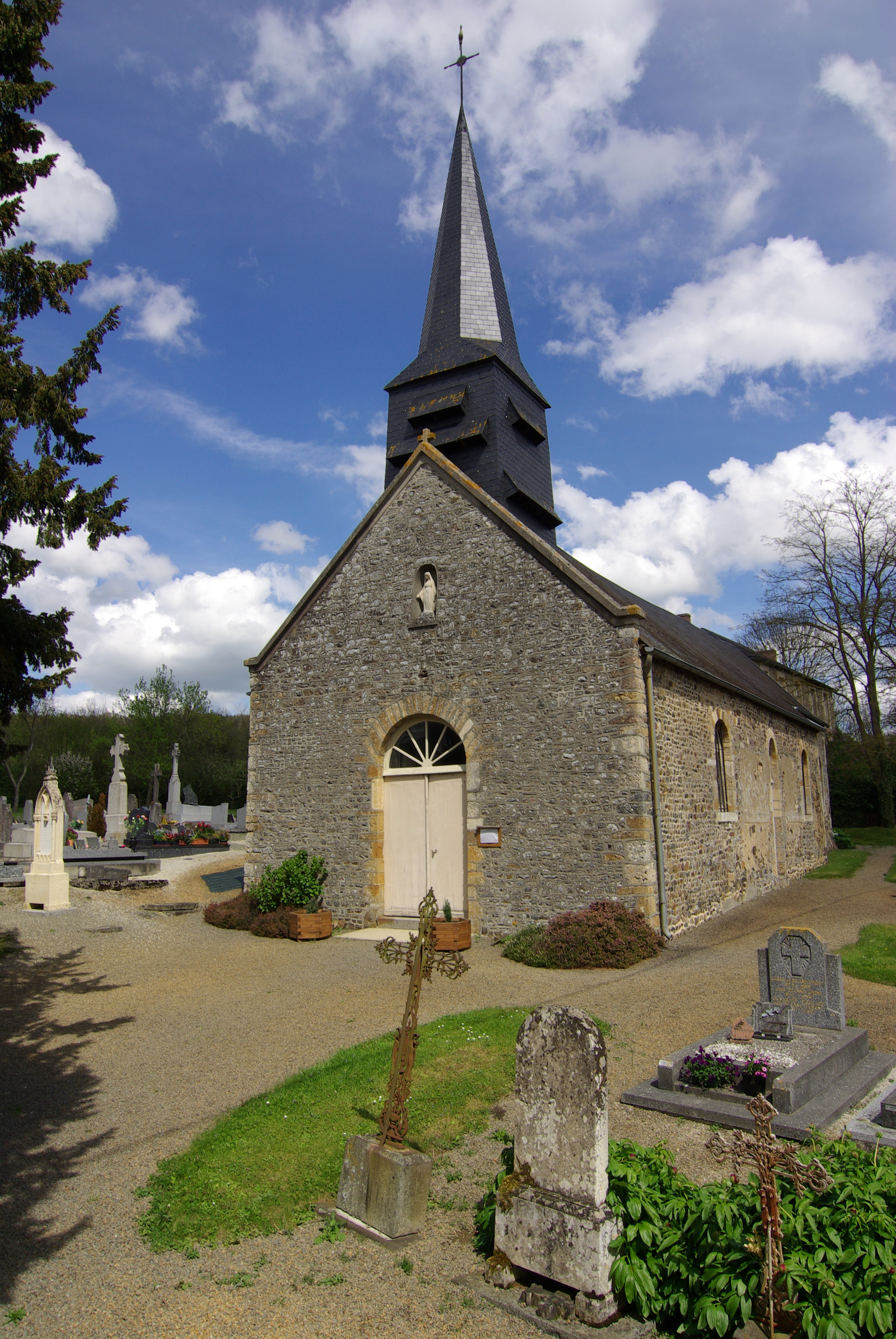
Kirche Saint-Pierre

- Kirche Saint-Pierre aus dem 14. Jahrhundert
- Wassermühle
- Spinnerei aus dem Jahr 1876[1]